# The Economic Times
The Economic Times is een Engelstalige zakenkrant uit India. Het dagblad is na The Wall Street Journal de meestgelezen Engelstalige zakenkrant ter wereld. De krant verscheen voor het eerst in 1961, de oprichter en eigenaar was P.S. Hariharan. Het blad is eigendom van The Times Group, die ook bijvoorbeeld de Times of India uitgeeft. Het wordt gelezen door ruim 800.000 mensen. The Economic Times wordt uitgegeven in twaalf edities: Mumbai, Bangalore, Delhi, Chennai, Kolkata, Lucknow, Haiderabad, Jaipur, Ahmedabad, Nagpur, Chandigarh en Pune. De broadsheet heeft een zalmkleur, de politieke kleur is conservatief. De 'editorial director' is Rahul Joshi (2013), die dat ook is voor het in 2009 begonnen televisiekanaal ET Now ('Economic Times Now'). Het hoofdkwartier van de krant en het kanaal is gevestigd in het gebouw van The Times Group in Mumbai.